# ويليام بي. هوبكينز
ويليام بي. هوبكينز (بالإنجليزية: William B. Hopkins)‏ هو سياسي أمريكي، ولد في 15 أبريل 1922 في ريتشموند في الولايات المتحدة، وتوفي في 11 ديسمبر 2012 في الولايات المتحدة. حزبياً، نشط في الحزب الديمقراطي. وقد انتخب عضو مجلس ولاية فرجينيا.